# Liste der Stolpersteine in Brohl
Die Liste der Stolpersteine in Brohl enthält Stolpersteine, die im Rahmen des gleichnamigen Kunst-Projekts von Gunter Demnig in Brohl verlegt wurden. Mit ihnen soll an die Opfer des Nationalsozialismus erinnert werden, die in Brohl lebten und wirkten.

## Liste der Stolpersteine
| Bild | Name Inschrift | Adresse                            | Verlegedatum  | Anmerkung |
| --- | --- | ---------------------------------- | ------------- | --------- |
| Bild gesucht Der Benutzer GeorgDerReisende ( Diskussion ) wünscht sich an dieser Stelle ein Bild vom Ort mit diesen Koordinaten 50.22014 7.27783 . Motiv: Stolpersteine für Familie Gärtner Falls du dabei helfen möchtest, erklärt die Anleitung , wie das geht. BW                                  | Hier wohnte Simon Gärtner Jg. 1878 deportiert 1942 ermordet im besetzten Polen                                              | Hohlstraße 16 ·                    | 23. Aug. 2014 |           |
| | Hier wohnte Paula Gärtner geb. Hayum Jg. 1878 deportiert 1942 ermordet im besetzten Polen                                   | Hohlstraße 16 ·                    | 23. Aug. 2014 |           |
| | Hier wohnte Jakob Gärtner Jg. 1913 deportiert 1942 ermordet im besetzten Polen                                              | Hohlstraße 16 ·                    | 23. Aug. 2014 |           |
| Bild gesucht Der Benutzer GeorgDerReisende ( Diskussion ) wünscht sich an dieser Stelle ein Bild vom Ort mit diesen Koordinaten 50.2201 7.27783 . Motiv: Stolpersteine für die Familie Marx im Nachbarhaus von Hohlstraße 16 Falls du dabei helfen möchtest, erklärt die Anleitung , wie das geht. BW | Hier wohnte Amalie Marx Jg. 1856 deportiert 1942 Theresienstadt ermordet 8.11.1942                                          | Hohlstraße (neben Hohlstraße 16) · | 23. Aug. 2014 |           |
| | Hier wohnte Moses Marx Jg. 1871 deportiert 1942 Theresienstadt 1942 Treblinka ermordet                                      | Hohlstraße (neben Hohlstraße 16) · | 23. Aug. 2014 |           |
| | Hier wohnte Jetta Marx geb. Bender Jg. 187. deportiert 1942 Theresienstadt 1942                                             | Hohlstraße (neben Hohlstraße 16) · | 23. Aug. 2014 |           |
| | Hier wohnte Frieda Marx Jg. 1908 deportiert 1944 ermordet in Auschwitz                                                      | Hohlstraße (neben Hohlstraße 16) · | 23. Aug. 2014 |           |
| | Hier wohnte Hedwig Marx verh. Seckel Jg. 1910 Flucht 1939 Brüssel interniert Mechelen deportiert 1944 ermordet in Auschwitz | Hohlstraße (neben Hohlstraße 16) · | 23. Aug. 2014 |           |
| | Hier wohnte Helene Marx verw. Weinthal Jg. 1911 deportiert 1942 Zamosc ermordet                                             | Hohlstraße (neben Hohlstraße 16) · | 23. Aug. 2014 |           |